# هیلده ریس
هیلده ریس (انگلیسی: Hilde Riis؛ زادهٔ ۶ مهٔ ۱۹۵۹) ورزشکار اسکی صحرانوردی اهل نروژ است.